# Olimpiadi degli scacchi del 1982
Le Olimpiadi degli scacchi del 1982 si tennero a Lucerna, in Svizzera, dal 29 ottobre al 26 novembre. Comprendevano un torneo open e uno femminile.
Contestualmente fu tenuto un congresso della FIDE, nel corso del quale fu eletto come nuovo presidente Florencio Campomanes.

## Partecipanti
Le seguenti nazioni parteciparono ad entrambi i tornei:
- Argentina
- Australia
- Austria
- Belgio
- Brasile
- Bulgaria
- Canada
- Cina
- Colombia
- Egitto
- Filippine
- Finlandia
- Francia
- Galles
- Germania Ovest
- Giappone
- Grecia
- India
- Indonesia
- Inghilterra
- Irlanda
- Islanda
- Isole Vergini Americane
- Israele
- Italia
- Jugoslavia
- Messico
- Mongolia
- Paesi Bassi
- Norvegia
- Nuova Zelanda
- Polonia
- Romania
- Scozia
- Spagna
- Svezia
- Svizzera[2]
- Stati Uniti
- Trinidad e Tobago
- Turchia
- Ungheria
- Unione Sovietica
- Venezuela
- Zambia

Al solo torneo open parteciparono inoltre:
- Albania
- Algeria
- Andorra
- Angola
- Bermuda
- Botswana
- Brunei
- Cile
- Cipro
- Cecoslovacchia
- Cuba
- Danimarca
- Ecuador
- Emirati Arabi Uniti
- Fær Øer
- Isole Vergini Britanniche
- Giamaica
- Giordania
- Guatemala
- Guernsey-Jersey[3]
- Hong Kong
- Honduras
- Kenya
- Libano
- Libia
- Lussemburgo
- Malaysia
- Monaco
- Malta
- Nigeria
- Pakistan
- Papua Nuova Guinea
- Paraguay
- Portogallo
- Porto Rico
- Rep. Dominicana
- Senegal
- Singapore
- Siria
- Sri Lanka
- Suriname
- Thailandia
- Tunisia
- Uganda
- Uruguay
- Zaire
- Zimbabwe

## Torneo open
Al torneo open parteciparono 92 squadre in rappresentanza di 91 nazioni (la Svizzera presentò due squadre), per un totale di 545 giocatori (sei per quadra, di cui due riserve). La competizione fu disputata con il sistema svizzero, sulla lunghezza di 14 turni.
Il torneo fu dominato dall'Unione Sovietica, che, guidata da Karpov e Kasparov, andò in testa dopo il quinto turno, vincendo tutte le partite ad eccezione di un pareggio con i Paesi Bassi alla sesta partita. Al decimo turno, la lotta per le altre medaglie (i sovietici erano già avanti di 4 punti) coinvolgeva un nutrito numero di squadre: tra queste, l'Inghilterra soffrì una serie di sconfitte negli scontri diretti, mentre l'Argentina perse le sue possibilità perdendo 4-0 contro i sovietici. Cecoslovacchia e Stati Uniti diventarono rispettivamente seconda e terza dopo l'undicesimo turno, restando in queste posizioni fino alla fine, mentre la Jugoslavia arrivò a mezzo punto dagli statunitensi grazie alle vittorie nei confronti con inglesi e tedeschi; l'Ungheria, vincitrice quattro anni prima, non riuscì ad andare oltre il quinto posto a causa di diverse prestazioni deludenti.

### Risultati assoluti
| Pos. | Squadra          | Giocatori | Elo  | Punti |
| ---- | ---------------- | --- | ---- | ----- |
|      | Unione Sovietica | GM Anatolij Karpov, GM Garri Kasparov, GM Leŭ Paluhaeŭski, GM Oleksandr Beljavs'kyj, GM Michail Tal', GM Artur Jusupov                              | 2651 | 42,5  |
|      | Cecoslovacchia   | GM Vlastimil Hort, GM Jan Smejkal, GM Ľubomír Ftáčnik, GM Vlastimil Jansa, GM Ján Plachetka, MI Jan Ambrož                                          | 2539 | 36    |
|      | Stati Uniti      | GM Walter Browne, GM Yasser Seirawan, GM Lev Al'burt, GM Lubomir Kavalek, GM James Tarjan, GM Larry Christiansen                                    | 2580 | 35,5  |
| 4    | Jugoslavia       | GM Ljubomir Ljubojević, GM Svetozar Gligorić, GM Vlatko Kovačević, GM Dragoljub Velimirović, GM Božidar Ivanović, GM Krunoslav Hulak                | 2554 | 35    |
| 5    | Ungheria         | GM Lajos Portisch, GM Zoltán Ribli, GM Gyula Sax, MI József Pintér, GM István Csom, MI Attila Grószpéter,                                           | 2579 | 33,5  |
| 6    | Bulgaria         | GM Georgi Tringov, GM Ivan Radulov, MI Petăr Velikov, MI Vantzislav Inkiov, MI Dimităr Dončev, MI Luben Popov                                       | 2475 | 33,5  |
| 7    | Polonia          | MI Aleksander Sznapik, GM Włodzimierz Schmidt, GM Adam Kuligowski, MI Jan Adamski, MI Jacek Bielczyk, Artur Sygulski                                | 2459 | 33    |
| 8    | Danimarca        | MI Jens Kristiansen, MI Erling Mortensen, MF Steen Fedder, FM Jacob Øst-Hansen, Jens Ove Fries-Nielsen                                              | 2433 | 32,5  |
| 9    | Cuba             | GM Guillermo García González, GM Jesús Nogueiras, GM Amador Rodríguez Céspedes, GM Román Hernández, GM Silvino García Martínez, MI José Luís Vilela | 2483 | 32,5  |
| 10   | Inghilterra      | GM Anthony Miles, GM John Nunn, GM Jonathan Speelman, GM Michael Stean, MI Jonathan Mestel, MI Murray Chandler                                      | 2561 | 32    |

### Risultati individuali
Furono assegnate medaglie ai giocatori di ogni scacchiera con le tre migliori percentuali di punti per partita.
|                                | Giocatore                | Punti            | Partite          | %                |
| Prima scacchiera               | Prima scacchiera         | Prima scacchiera | Prima scacchiera | Prima scacchiera |
| ------------------------------ | ------------------------ | ---------------- | ---------------- | ---------------- |
|                                | MI Zenón Franco Ocampos  | 11               | 13               | 84,6             |
|                                | Eric Girault             | 10               | 12               | 83,3             |
|                                | GM Ljubomir Ljubojević   | 11               | 14               | 78,6             |
| Seconda scacchiera             |                          |                  |                  |                  |
|                                | MI Rico Mascariñas       | 7,5              | 9                | 83,3             |
|                                | Patrick Sargos           | 11,5             | 14               | 82,1             |
|                                | GM Garri Kasparov        | 8,5              | 11               | 77,3             |
|                                | MI Robert Jamieson       | 8,5              | 11               | 77,3             |
| Terza scacchiera               |                          |                  |                  |                  |
|                                | Carlos Matamoros Franco  | 7                | 9                | 77,8             |
|                                | Suchart Chaivichit       | 9                | 12               | 77,0             |
|                                | MI Jean Hebert           | 8,5              | 12               | 70,8             |
| Quarta scacchiera              |                          |                  |                  |                  |
|                                | Simen Agdestein          | 9                | 12               | 75,0             |
|                                | Ye Jiangchuan            | 8,5              | 12               | 70,8             |
|                                | GM Oleksandr Beljavs'kyj | 7                | 10               | 70,0             |
|                                | Andreas Huss             | 7                | 10               | 70,0             |
|                                | Nikolaos Gavrilakis      | 7                | 10               | 70,0             |
| Quinta scacchiera (1ª riserva) |                          |                  |                  |                  |
|                                | FM Daniel Roos           | 9                | 11               | 81,8             |
|                                | GM Michail Tal'          | 6,5              | 8                | 81,3             |
|                                | GM James Tarjan          | 7                | 9                | 77,8             |
| Sesta scacchiera (2ª riserva)  |                          |                  |                  |                  |
|                                | Stuart Fancy             | 8                | 9                | 88,9             |
|                                | Maijai Kavaluk           | 6                | 7                | 85,7             |
|                                | Amos Mungyereza          | 8,5              | 10               | 85,0             |

#### Medaglie individuali per nazione
| Nazione            |   |   |   | Totali |
| ------------------ | - | - | - | ------ |
| Paraguay           | 1 | 0 | 0 | 1      |
| Filippine          | 1 | 0 | 0 | 1      |
| Ecuador            | 1 | 0 | 0 | 1      |
| Norvegia           | 1 | 0 | 0 | 1      |
| Francia            | 1 | 0 | 0 | 1      |
| Papua Nuova Guinea | 1 | 0 | 0 | 1      |
| Thailandia         | 0 | 2 | 0 | 2      |
| Unione Sovietica   | 0 | 1 | 2 | 3      |
| Polonia            | 0 | 1 | 0 | 1      |
| Senegal            | 0 | 1 | 0 | 1      |
| Cina               | 0 | 1 | 0 | 1      |
| Jugoslavia         | 0 | 0 | 1 | 1      |
| Australia          | 0 | 0 | 1 | 1      |
| Canada             | 0 | 0 | 1 | 1      |
| Svizzera           | 0 | 0 | 1 | 1      |
| Grecia             | 0 | 0 | 1 | 1      |
| Stati Uniti        | 0 | 0 | 1 | 1      |
| Uganda             | 0 | 0 | 1 | 1      |

## Torneo femminile
Il torneo femminile vide affrontarsi 45 squadre, tra cui due svizzere; la Repubblica Dominicana, pur iscritta, non arrivò e fu rimossa dalla competizione dopo il primo turno. Quattro giocatrici componevano ogni squadra, di cui una riserva; un totale di 176 giocatrici fu iscritto. Come per il torneo maschile, la formula prevista fu il sistema svizzero, sulla lunghezza di 14 turni.
L'Unione Sovietica vinse agevolmente, lasciando almeno un punto tra sé e la squadra in seconda posizione a partire dal quarto turno; alle sue spalle si classificarono la Romania e l'Ungheria; quest'ultima ottenne il bronzo nonostante una sconfitta all'ultimo turno, grazie alla vittoria per 2,5-0,5 sulla Bulgaria al penultimo turno, che le permise di staccare la Polonia.

### Risultati assoluti
| Pos. | Squadra          | Giocatrici                                                                                            | Elo  | Punti |
| ---- | ---------------- | --- | ---- | ----- |
|      | Unione Sovietica | GMF Maia Chiburdanidze, GMF Nana Alexandria, GM Nona Gaprindashvili, GMF Nana Ioseliani               | 2360 | 33    |
|      | Romania          | MIF Margareta Mureşan, GMF Marina Pogorevici, MIF Dana Terescenco-Nutu, MIF Elisabeta Polihroniade    | 2197 | 30    |
|      | Ungheria         | GMF Zsuzsa Veröci, GMF Mária Ivánka, MIF Mária Porubszky-Angyalosine, MFF Tünde Csonkics              | 2205 | 26    |
| 4    | Polonia          | GMF Hanna Ereńska-Radzewska, MIF Agnieszka Brustman, MIF Małgorzata Wiese, MIF Grażyna Szmacińska,    | 2153 | 25,5  |
| 5    | Cina             | MIF Liu Shilan, MIF Wu Mingqian, MIF An Yangfeng                                                      | 2090 | 24,5  |
| 6    | Germania Ovest   | GMF Barbara Hund, MIF Gisela Fischdick, MIF Petra Feustel, Anni Laakmann                              | 2185 | 24,5  |
| 7    | Svezia           | Pia Cramling, MIF Borislava Borisova, Margaretha Aatolainen, Christina Nyberg                         | 2122 | 24    |
| 8    | Paesi Bassi      | MIF Corry Vreeken, Carla Bruinenberg, MIF Erika Belle, Hanneke Van Parreren                           | 2058 | 23,5  |
| 9    | India            | MIF Rohini Khadilka, MIF Jayshree Khadilkar, MIF Vasanti Khadilkar, Bhagyashree Sathe                 | 2007 | 23,5  |
| 10   | Spagna           | MIF Nieves García Vicente, María del Pino García Padrón, Julia Gallego Eraso, MIF Pepita Ferrer Lucas | 2112 | 23    |

### Risultati individuali
Furono assegnate medaglie alle giocatrici di ogni scacchiera con le tre migliori percentuali di punti per partita.
|                             | Giocatrice                  | Punti            | Partite          | %                |
| Prima scacchiera            | Prima scacchiera            | Prima scacchiera | Prima scacchiera | Prima scacchiera |
| --------------------------- | --------------------------- | ---------------- | ---------------- | ---------------- |
|                             | Barbara Pernici             | 9,5              | 12               | 79,2             |
|                             | Pia Cramling                | 11               | 14               | 78,6             |
|                             | GMF Zsuzsa Veröci           | 10,5             | 14               | 75,0             |
|                             | GMF Maia Chiburdanidze      | 9                | 12               | 75,0             |
|                             | MIF Nava Shterenberg        | 9                | 12               | 75,0             |
| Seconda scacchiera          |                             |                  |                  |                  |
|                             | GMF Nana Alexandria         | 7,5              | 9                | 83,3             |
|                             | MIF Sheila Jackson          | 8,5              | 12               | 70,8             |
|                             | GMF Marina Pogorevici       | 7,5              | 11               | 68,2             |
| Terza scacchiera            |                             |                  |                  |                  |
|                             | MIF Dana Terescenco-Nutu    | 11               | 12               | 91,7             |
|                             | GM Nona Gaprindashvili      | 11,5             | 13               | 88,5             |
|                             | MIF Erika Belle             | 9,5              | 12               | 79,2             |
| Quarta scacchiera (riserva) |                             |                  |                  |                  |
|                             | MIF Elisabetha Polihroniade | 7                | 9                | 77,8             |
|                             | Teresa Leyva                | 7                | 9                | 77,8             |
|                             | MIF Grażyna Szmacińska      | 7                | 10               | 70,0             |

#### Medaglie individuali per nazione
| Nazione          |   |   |   | Totali |
| ---------------- | - | - | - | ------ |
| Romania          | 2 | 0 | 1 | 3      |
| Unione Sovietica | 1 | 1 | 1 | 3      |
| Italia           | 1 | 0 | 0 | 1      |
| Colombia         | 1 | 0 | 0 | 1      |
| Svezia           | 0 | 1 | 0 | 1      |
| Inghilterra      | 0 | 1 | 0 | 1      |
| Ungheria         | 0 | 0 | 1 | 1      |
| Canada           | 0 | 0 | 1 | 1      |
| Paesi Bassi      | 0 | 0 | 1 | 1      |
| Polonia          | 0 | 0 | 1 | 1      |

## Medagliere
| Nazione            | Torneo open      | Torneo open      | Torneo open      | Torneo open          | Torneo open          | Torneo open          | Torneo femminile | Torneo femminile | Torneo femminile | Torneo femminile     | Torneo femminile     | Torneo femminile     | Totale | Totale | Totale | Totale |
| Nazione            | Torneo a squadre | Torneo a squadre | Torneo a squadre | Medaglie individuali | Medaglie individuali | Medaglie individuali | Torneo a squadre | Torneo a squadre | Torneo a squadre | Medaglie individuali | Medaglie individuali | Medaglie individuali | Totale | Totale | Totale | Totale |
| Nazione            |                  |                  |                  |                      |                      |                      |                  |                  |                  |                      |                      |                      |        |        |        |        |
| ------------------ | ---------------- | ---------------- | ---------------- | -------------------- | -------------------- | -------------------- | ---------------- | ---------------- | ---------------- | -------------------- | -------------------- | -------------------- | ------ | ------ | ------ | ------ |
| Unione Sovietica   | 1                | 0                | 0                | 0                    | 1                    | 2                    | 1                | 0                | 0                | 1                    | 1                    | 1                    | 3      | 2      | 3      | 8      |
| Romania            | 0                | 0                | 0                | 0                    | 0                    | 0                    | 0                | 1                | 0                | 2                    | 0                    | 1                    | 2      | 1      | 1      | 4      |
| Paraguay           | 0                | 0                | 0                | 1                    | 0                    | 0                    | 0                | 0                | 0                | 0                    | 0                    | 0                    | 1      | 0      | 0      | 1      |
| Filippine          | 0                | 0                | 0                | 1                    | 0                    | 0                    | 0                | 0                | 0                | 0                    | 0                    | 0                    | 1      | 0      | 0      | 1      |
| Ecuador            | 0                | 0                | 0                | 1                    | 0                    | 0                    | 0                | 0                | 0                | 0                    | 0                    | 0                    | 1      | 0      | 0      | 1      |
| Norvegia           | 0                | 0                | 0                | 1                    | 0                    | 0                    | 0                | 0                | 0                | 0                    | 0                    | 0                    | 1      | 0      | 0      | 1      |
| Francia            | 0                | 0                | 0                | 1                    | 0                    | 0                    | 0                | 0                | 0                | 0                    | 0                    | 0                    | 1      | 0      | 0      | 1      |
| Papua Nuova Guinea | 0                | 0                | 0                | 1                    | 0                    | 0                    | 0                | 0                | 0                | 0                    | 0                    | 0                    | 1      | 0      | 0      | 1      |
| Italia             | 0                | 0                | 0                | 0                    | 0                    | 0                    | 0                | 0                | 0                | 1                    | 0                    | 0                    | 1      | 0      | 0      | 1      |
| Colombia           | 0                | 0                | 0                | 0                    | 0                    | 0                    | 0                | 0                | 0                | 1                    | 0                    | 0                    | 1      | 0      | 0      | 1      |
| Thailandia         | 0                | 0                | 0                | 0                    | 2                    | 0                    | 0                | 0                | 0                | 0                    | 0                    | 0                    | 0      | 2      | 0      | 2      |
| Polonia            | 0                | 0                | 0                | 0                    | 1                    | 0                    | 0                | 0                | 0                | 0                    | 0                    | 1                    | 0      | 1      | 1      | 2      |
| Cecoslovacchia     | 0                | 1                | 0                | 0                    | 0                    | 0                    | 0                | 0                | 0                | 0                    | 0                    | 0                    | 0      | 1      | 0      | 1      |
| Senegal            | 0                | 0                | 0                | 0                    | 1                    | 0                    | 0                | 0                | 0                | 0                    | 0                    | 0                    | 0      | 1      | 0      | 1      |
| Cina               | 0                | 0                | 0                | 0                    | 1                    | 0                    | 0                | 0                | 0                | 0                    | 0                    | 0                    | 0      | 1      | 0      | 1      |
| Svezia             | 0                | 0                | 0                | 0                    | 0                    | 0                    | 0                | 0                | 0                | 0                    | 1                    | 0                    | 0      | 1      | 0      | 1      |
| Inghilterra        | 0                | 0                | 0                | 0                    | 0                    | 0                    | 0                | 0                | 0                | 0                    | 1                    | 0                    | 0      | 1      | 0      | 1      |
| Stati Uniti        | 0                | 0                | 1                | 0                    | 0                    | 1                    | 0                | 0                | 0                | 0                    | 0                    | 0                    | 0      | 0      | 2      | 2      |
| Canada             | 0                | 0                | 0                | 0                    | 0                    | 1                    | 0                | 0                | 0                | 0                    | 0                    | 1                    | 0      | 0      | 2      | 2      |
| Ungheria           | 0                | 0                | 0                | 0                    | 0                    | 0                    | 0                | 0                | 1                | 0                    | 0                    | 1                    | 0      | 0      | 2      | 2      |
| Jugoslavia         | 0                | 0                | 0                | 0                    | 0                    | 1                    | 0                | 0                | 0                | 0                    | 0                    | 0                    | 0      | 0      | 1      | 1      |
| Australia          | 0                | 0                | 0                | 0                    | 0                    | 1                    | 0                | 0                | 0                | 0                    | 0                    | 0                    | 0      | 0      | 1      | 1      |
| Grecia             | 0                | 0                | 0                | 0                    | 0                    | 1                    | 0                | 0                | 0                | 0                    | 0                    | 0                    | 0      | 0      | 1      | 1      |
| Uganda             | 0                | 0                | 0                | 0                    | 0                    | 1                    | 0                | 0                | 0                | 0                    | 0                    | 0                    | 0      | 0      | 1      | 1      |
| Paesi Bassi        | 0                | 0                | 0                | 0                    | 0                    | 0                    | 0                | 0                | 0                | 0                    | 0                    | 1                    | 0      | 0      | 1      | 1      |